# Peter Appleyard
Peter Appleyard (26. srpna 1928 Lincolnshire, Anglie – 17. července 2013 Eden Mills, Kanada) byl kanadský jazzový vibrafonista a hudební skladatel. Začínal počátkem čtyřicátých let jako bubeník v různých tanečních skupinách. Roku 1949 se z rodné Anglie přestěhoval na Bermudy, kde několik let žil. Když byl na dovolené v Kanadě, sehnal si svůj první vibrafon a následně se sem přestěhoval natrvalo. během následujících let spolupracoval například s Benny Goodmanem, Skitchem Hendersonem nebo Melem Tormé. Zemřel přirozenou smrtí ve svých čtyřiaosmdesáti letech.